# Mindloss
Mindloss je prvi studijski album nizozemskog death metal-sastava Gorefest. Diskografska kuća Foundation 2000 objavila ga je 11. kolovoza 1991. Album je u SAD-u objavila diskografska kuća Pavement Music 1992. Godine 2005. diskografska kuća Nuclear Blast Records ponovno je objavila ovaj album.

## Popis pjesama
Tekstovi i glazba: Gorefest. 
| 1.    | »Intro« (instrumentalna skladba) | 1:02 |
| 2.    | »Mental Misery«                  | 5:05 |
| 3.    | »Putrid Stench of Human Remains« | 4:18 |
| 4.    | »Foetal Carnage«                 | 5:02 |
| 5.    | »Tangled in Gore«                | 4:34 |
| 6.    | »Confessions of a Serial Killer« | 5:33 |
| 7.    | »Horrors in a Retarded Mind«     | 4:00 |
| 8.    | »Loss of Flesh«                  | 3:46 |
| 9.    | »Decomposed«                     | 5:51 |
| 10.   | »Gorefest«                       | 4:00 |
| 43:11 |                                  |      |

## Osoblje
Gorefest
- Jan-Chris de Koeijer – bas-gitara, vokal, koncept naslovnici
- Alex van Schaik – gitara
- Frank Harthoorn – gitara
- Marc Hoogendoorn – bubnjevi

Ostalo osoblje
- Mark Fritsma – izvršna produkcija
- Willem Steentjes – inženjer zvuka
- Pete Steward – inženjer zvuka, miks
- Lupo – koncept naslovnici, dizajn, grafički dizajn, fotografije
- Colin Richardson – produkcija
- Mireille – koncept naslovnici, dizajn, grafički dizajn, fotografije